# U 3523
U 3523 war ein deutsches U-Boot vom Typ XXI, das von der Kriegsmarine in der Ostsee eingesetzt wurde. Es wurde am 6. Mai 1945, einen Tag nach der Teilkapitulation im Norden des Deutschen Reichs von Bombern der Royal Air Force im Skagerrak versenkt, wobei die U-Bootbesatzung getötet wurde. U 3523 war das letzte deutsche U-Boot, das während des Zweiten Weltkrieges bei Kampfhandlungen versenkt wurde. Das Wrack wurde im April 2018 vor der Küste Jütlands geortet.  

## Geschichte
Am 27. September 1944 übernahm die Werft der Schichau-Werke in Danzig den Auftrag zum Bau von 53 Booten des Typs XXI, der ursprünglich an die Hamburger Blohm + Voss-Werft ergangen war, dort aber gestrichen wurde. U 3523 war als Teil dieses Auftrags eines von 30 Booten dieses Typs, die in den Jahren 1944 und 1945 von der Danziger Schichau-Werft fertiggestellt wurden. Das Boot lief am 14. Dezember 1944 vom Stapel und wurde am 23. Januar des folgenden Jahres durch Oberleutnant zur See Willi Müller in Dienst gestellt. 

### Flottille, Besatzung und Einsatz
Der zu diesem Zeitpunkt 32-jährige Müller hatte vorher das VII C-Boot U 1000 kommandiert und mit diesem eine Unternehmung in norwegischen Gewässern absolviert. Dabei hatte er zwei norwegische Soldaten der britischen Royal Air Force, deren Mosquito-Flugzeuge von U 804 abgeschossen worden waren, aus Seenot gerettet und deshalb seine Unternehmung abgebrochen. In der Folge wurde U 1000 nur noch in der Ostsee, zwischen Gotenhafen und Kiel eingesetzt. Das Boot wurde schließlich Ende September außer Dienst gestellt, nachdem es von Pillau auf eine Mine gelaufen und nachhaltig beschädigt worden war. Müller wechselte mit seiner Besatzung auf U 3523. Am 29. Januar 1945 wurde das Boot der 5. U-Flottille zugeteilt, einer Ausbildungsflottille, die in Kiel stationiert war. Bei dieser Flottille verblieb U 3523 bis zu seiner Versenkung und erhielt nie die sogenannte „Frontreife“. Am 26. April wurden die noch einsatzfähigen deutschen U-Boote in drei sogenannte „Volkslisten“ eingeteilt. Boote auf Liste 1 sollten nach Norwegen auslaufen, um die Verhandlungsbasis für die kommende Kapitulation zu stärken. Boote der Liste 3 sollten entwaffnet werden, während ihre Besatzungen im Landkampf verwendet werden sollten. U 3523 wurde der zweiten Liste als „bedingt frontverwendungsfähig“ zugeordnet. Kommandant Müller erhielt die Aufgabe, sein Boot als „Hilfstanker“ einzusetzen und Dieselkraftstoff von Swinemünde nach Kiel zu bringen.

### Kurs Norwegen
Am 2. Mai übernahm Kommandant Müller von U-Booten, die in Travemünde zur Selbstversenkung im Zuge des erwarteten Regenbogen-Befehls vorbereitet wurden, 250 m³ Dieselkraftstoff und brach mit U 3523 in Richtung Kiel auf. Zunächst war der Diesel dazu gedacht, die Treibstoffreserven der 5. U-Flottille aufzufüllen, dann wurde Kommandant Müller aber angewiesen, mit U 3523 nach Norwegen zu fahren. Am 4. Mai schloss sich Müller mit seinem Boot dem ebenfalls nach Norwegen fahrenden U 534 an. Am selben Tag erreichten die Boote Helsingör, wo bereits weitere deutsche U-Boote lagen. Da eine gemeinsame Weiterfahrt geplant war, übergab Müller hier 150 m³ Kraftstoff an U 3503.

### „Gruppe Nollau“
Am 5. Mai 1945 um 8:00 Uhr trat eine Teilkapitulation aller deutscher Verbände in Nordwestdeutschland, Dänemark und den Niederlanden in Kraft.  Am gleichen Tag brach eine Gruppe von U-Booten von Helsingör aus in nördliche Richtung auf. Gemeinsam mit U 3523 und U 534 versuchten U 3017 und U 3503 das Kattegat zu durchqueren und Norwegen zu erreichen. Die Führung übernahm U 534, ein IX C-Boot, das im Sommer 1944 aus dem belagerten Bordeaux entkommen war und unter dem Kommandanten Kapitänleutnant Herbert Nollau bereits drei Unternehmungen absolviert hatte. Bei der Flucht aus Bordeaux war es zudem gelungen, ein Kampfflugzeug abzuschießen. Da U 534 über den dienstältesten Kommandanten, die erfahrenste Besatzung und über die stärkste Flak-Bewaffnung verfügte, übernahm das Boot die Luftsicherung. Um die Mittagszeit sichtete ein britischer Liberator-Bomber die deutschen U-Boote. Eine halbe Stunde später griffen vier Bomber die Gruppe an. Während die Besatzungen von U 534 und U 3503 den Kampf mit den angreifenden Bombern aufnahmen, entschlossen sich die Kommandanten der beiden anderen Boote, trotz der geringen Wassertiefe von 50 m, zu tauchen. U 3523 befand sich zu diesem Zeitpunkt in vierter Position und tauchte als erstes Boot weg, als die Liberators die Gruppe angriffen. Ab diesem Zeitpunkt liegen keine weiteren Berichte über das Boot vor, und das weitere Schicksal kann nur aus den Meldungen diverser in diesem Seegebiet patrouillierender Flugzeuge erschlossen werden.

## Versenkung
Gegen 22:00 Uhr desselben Tages griff eine weitere Liberator nordwestlich von Göteborg ein U-Boot an, bei dem es sich wahrscheinlich um U 3523 handelte, da die anderen deutschen U-Boote, die sich zu diesem Zeitpunkt im fraglichen Seegebiet aufhielten, keinen Angriff meldeten. Es gelang dem britischen Bomber, das Boot zu beschädigen. Am Vorabend des folgenden Tages identifizierte eine weitere Liberator in der Nähe ein XXI-Boot anhand  des typischen Seerohrs und des Schnorchels, der die Unterwasserfahrt ermöglichte. 
Nach einem erfolgreichen Angriff des Bombers schwammen Öl und  Trümmer auf, was auf die Versenkung des U-Bootes hindeutete, bei dem es sich aller Wahrscheinlichkeit nach um U 3523 handelte.

## Das Wrack
Im April 2018 ortete das dänische Seekriegsmuseum Jütland das Wrack von U 3523 10 sm nördlich von Skagen in 123 m Tiefe. Es liegt neun Seemeilen westlich der Position, die im Mai 1945 von dem britischen Bomberpiloten gemeldet worden war.